# Джереми Робинсън
Джереми Робинсън (на английски: Jeremy Robinson) е американски писател, автор на бестселъри в жанровете трилър, фентъзи, научна фантастика и приключенски роман. Пише под псевдонимите Джеръми Бишъп (Jeremy Bishop) и Джеремая Найт (Jeremiah Knight).

## Биография и творчество
Джереми Робинсън е роден на 22 октомври 1974 г. Бевърли, Масачузетс, САЩ. Израства с комиксите, филмите „Доктор Кой“ и „Междузвездни войни“, и други фантастични произведения.
Започва кариерата си като писател и илюстратор на комикси. Автор е на няколко сценария. Първата му литературна творба издадена през 2003 г. е документалната книга „Screenplay Workbook“.
През 2005 г. е издаден първият му трилър „Ефектът на близнака“ от поредицата „Произход“. Книгата става бестселър и той се посвещава на писателската си кариера.
След най-известните негови творби са поредицата за Джак Сиглър (Кодово име: Крал), „Остров 731“, поредицата „Антарктос“. Произведенията на писателя са преведени на 13 езика по света.
Джереми Робинсън живее със семейството си в Ню Хемпшир.

## Произведения

### Като Джереми Робинсън

#### Самостоятелни романи
- Callsign: Deep Blue (2011) – с Кейн Гилмор
- Callsign: Knight (2011) – с Итън Крос
- XOM-B (2014) – издаден и като „Uprising“
- MirrorWorld (2015)
- Freeman (2015)
- The Distance (2016) – с Хилари Робинсън

#### Серия „Произход“ (Origins)
1. The Didymus Contingency (2005)
Ефектът на близнака, изд.: ИК Бард, София (2007), прев. Валентин Василев
2. Raising the Past (2006)
3. Beneath (2010)
4. Antarktos Rising (2007)
5. Kronos (2009)

##### Серия „Антарктос“ (Antarktos Saga) – в света на серията „Произход“
1. The Last Hunter: Descent (2010)
2. The Last Hunter: Pursuit (2011)
3. The Last Hunter: Ascent (2011)
4. The Last Hunter: Lament (2012)
5. The Last Hunter: Onslaught (2012)

#### Серия „Приключенията на отбора по шахмат“ (Chess Team Adventure)
1. Prime (2013) – с Шон Елис
2. Pulse (2009)
3. Instinct (2010)
4. Threshold (2011)
5. Ragnarok (2012) – с Кейн Гилмор
6. Omega (2013) – с Кейн Гилмор
7. Savage (2014) – с Шон Елис
8. Cannibal (2015) – с Шон Елис
9. Endgame (2015) – с Кейн Гилмор

##### Новели в света на серията „Отборът по шахмат“ (Chess Team Novellas)
- Callsign: Rook (2011) – с Едуард Талбот
- Queen (2011) – с Дейвид Ууд
- Callsign: Bishop (2011) – с Дейвид Макафи

#### Серия „Кодово име: Крал“ (Callsign: King) – с Шон Елис
1. Callsign: King (2011)
2. Underworld (2011)
3. Blackout (2012)

#### Серия „Кайджу“ (Kaiju)
1. Project Nemesis (2012)
2. Project Maigo (2013)
3. Project 731 (2014)
4. Project Hyperion (2015)

#### Серия „Милош Весели“ (Milos Vesely)
1. SecondWorld (2012)
2. I Am Cowboy (2013)
3. Nazi Hunter: Atlantis (2015)

#### Серия „Джак Сингър“ (Jack Sigler Continuum) – с Дж. Кент Холоуей
1. Guardian (2014)
2. Patriot (2015)

#### Участие в общи серии с други писатели

##### Серия „Убежище“ (Refuge)
1. Night of the Blood Sky (2013)
от серията има още 4 романа от различни автори

#### Документалистика
- Screenplay Workbook (2003) – с Том Мънговън
- POD People (2006)

### Като Джеръми Бишъп

#### Самостоятелни романи
- Torment (2011)

#### Серия „Джейн Харпър“ (Jane Harper)
1. The Sentinel (2011)
2. The Raven (2013)

#### Участие в общи серии с други писатели

##### Серия „Убежище“ (Refuge)
1. Night of the Blood Sky (2013)
2. Darkness Falls (2013) – с Даниъл Баучер
3. Lost in the Echo (2013) – с Робърт Свортууд
4. Ashes and Dust (2013) – с Дейвид Макафи
5. Bonfires Burning Bright (2014) – с Кейн Гилмор

### Като Джеремая Найт

#### Серия „Гладен“ (Hunger)
1. Hunger (2015)